# Міжнародний день сина
Міжнародний день сина (синів) — неофіційне свято, що відзначається 22 листопада в Україні; а також в Росії, Білорусі та Казахстані. Приводом до свята нібито стала громадська ініціатива в Великій Британії у 2014 році.

## Історія свята
19 листопада 2014 року у газеті The Guardian у контексті Міжнародного чоловічого дня журналістом була висловлена ідея проводити International Son Day у якусь неділю щороку. Метою такого дня було проведення сімейних заходів, під час яких хлопчики можуть навчитися практичних навичок, які неминуче знадобляться їм у дорослому житті.
Тоді ініціатива була підтримана лише деякими англомовними блогерами, але загалом пройшла непомітно для широкої аудиторії. У неділю, 22 листопада 2015 року її підхопили російськомовні інтернет-видання в Україні, Казахстані, Росії. Наступного року 22 листопада стало «фіксованою» датою, як день сина чи синів.
З 2016 року «Міжнародний день синів (сина)» став популяризуватися за активної участі ЗМІ в Україні. У той же час в Росії «Всесвітній день синів» почали використовувати як елемент пропаганди «русского міра», закликаючи хлопчиків до служби в російській армії. Український журналіст і волонтер Олексій Мочанов вважає це свято російським вкидом.